# Grafometro

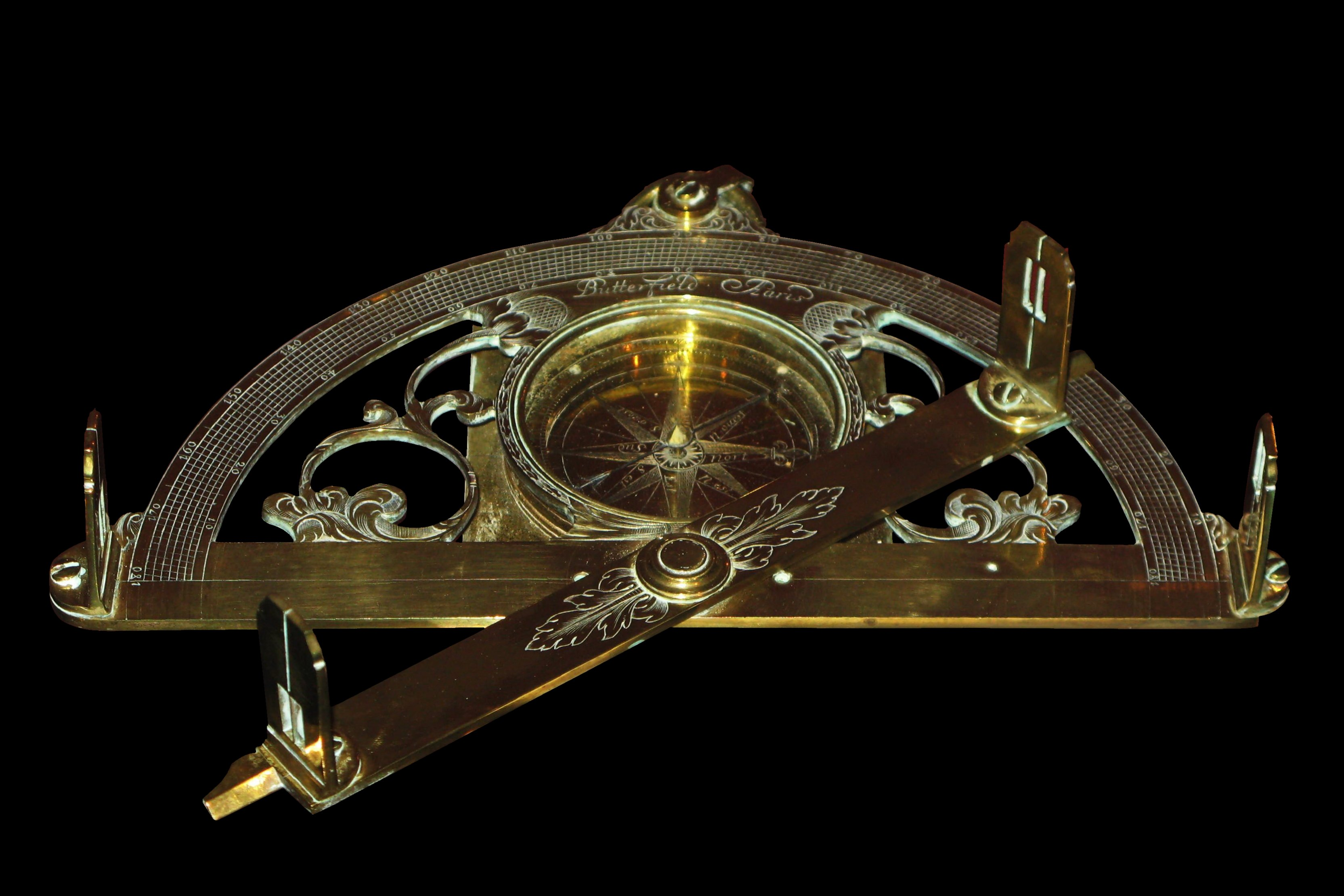
Grafometro esposto al Museo della Marina di Tolone.

il grafometro è uno strumento topografico per la misurazione di angoli orizzontali, creato nel 1597 dal francese Philippe Danfrie, ingegnere ed inventore di strumenti scientifici. In passato tale strumento fu largamente utilizzato in agrimensura e in marina militare e mercantile.

## Funzionamento

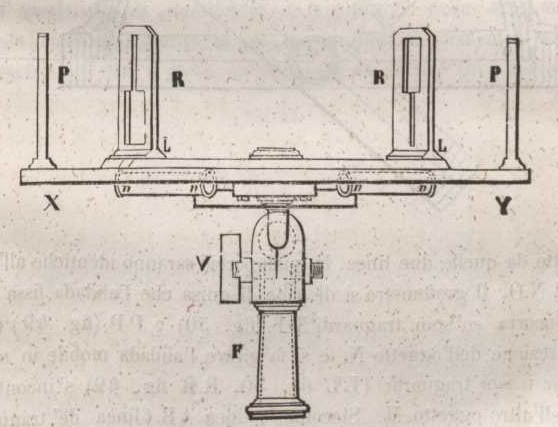
Grafometro a pinnule del XIX secolo. Da Manuale del fognatore comprendente la pratica inglese del drenaggio, 1856.

Lo strumento è costituito da due diottre formante da due traverse, una delle quali è girevole intorno ad un perno centrale. L'angolo formato con la traversa fissa, che è anche l'angolo fra le visuali delle due diottre, può essere letto su un'apposita scala graduata a forma di semicerchio. Il grafometro comprende anche una bussola montata nel punto dove si imperniano le traverse, in modo da rendere possibile l'orientamento dello strumento.